# Gravdal
Gravdal är en tätort och kyrkby i Vestvågøy kommun i Nordland fylke i norra Norge. Orten ligger där fylkesväg 818 möter fylkesväg 7618, söder om Europaväg 10, på den västra sidan av Buksnesfjorden, på den sydvästra delen av ön Vestvågøya. Här finns Buksnes kyrka.
Tidigare har orten utgjort centralort i dåvarande Buksnes kommun.

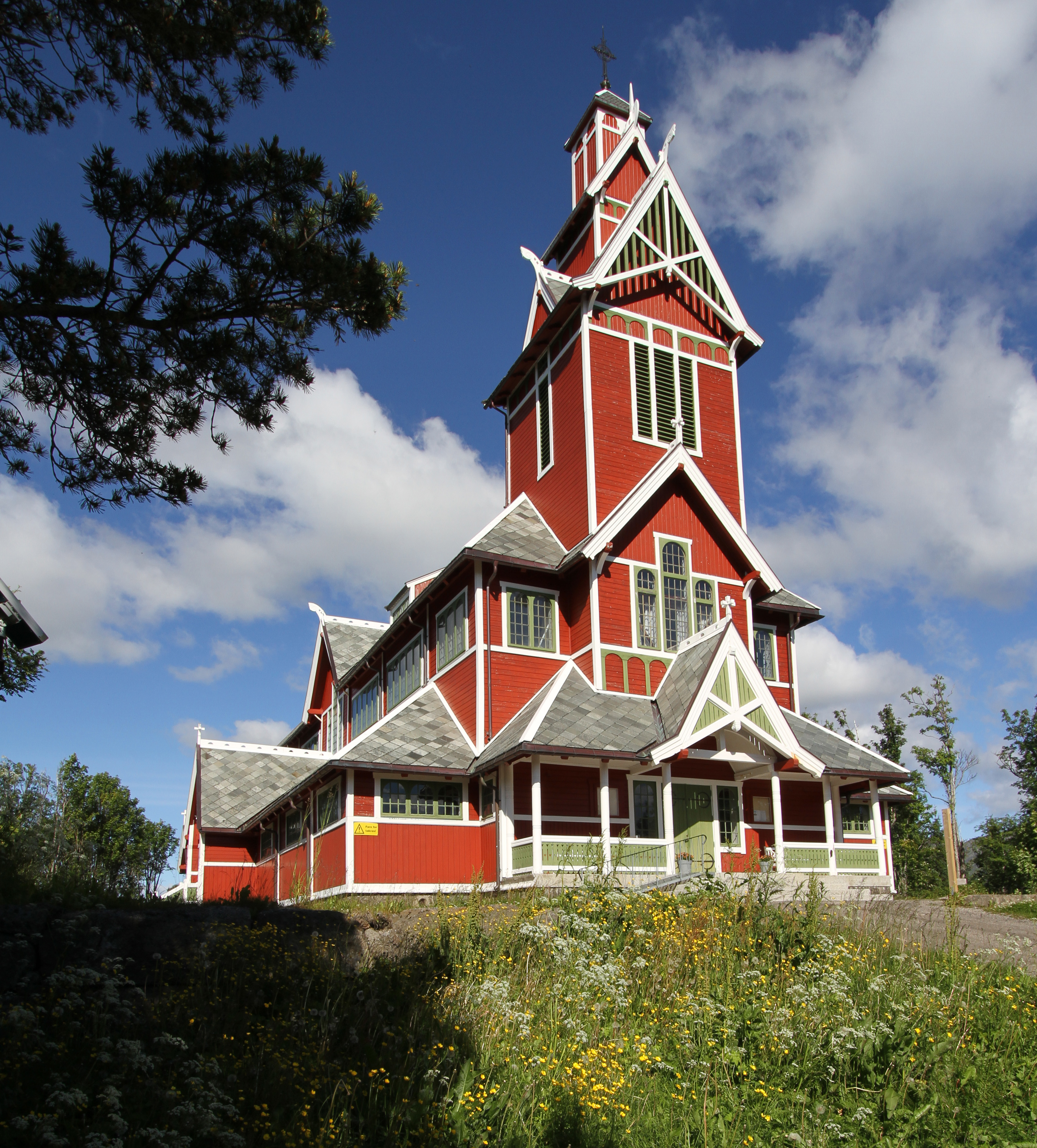
Buksnes kyrka.